# Благданићи
Благданићи (итал. Blagdanici) је насељено место у Републици Хрватској у Истарској жупанији. Административно је у саставу Града Пореча.

## Становништво
Према последњем попису становништва из 2001. године у насељу Благданићи је било 20 становника који су живели у 5 породичних домаћинстава.
Кретање броја становника по пописима 1857—2001.
| година пописа  | 1857. | 1869. | 1880. | 1890. | 1900. | 1910. | 1921. | 1931. | 1948. | 1953. | 1961. | 1971. | 1981. | 1991. | 2001. |
| бр. становника | 0     | 0     | 0     | 0     | 0     | 0     | 0     | 0     | 23    | 22    | 19    | 16    | 12    | 12    | 20    |

Напомена: Исказује се од 1948. Те године исказано као део насеља.